# Eunidia apicalis
Eunidia apicalis es una especie de escarabajo longicornio del género Eunidia, categorizada en la tribu Eunidiini, de la subfamilia Lamiinae. Fue descrita por Aurivillius en 1907.

## Descripción
Mide 4 mm de longitud.

## Distribución
Se distribuye por Camerún.